# 앨라배마주의 기

앨라배마 주의 기

앨라배마의 기는 앨라배마주의 깃발이다. 하얀 바탕에 빨간 미국 남부 지역의 십자가가 새겨져있는 형태의 기이다.

## 비슷한 기
성 파트리치오 십자가 그려진 기와 비슷하다. 또, >> 모양을 넣으면 부르고뉴 십자가 그려진 기가 된다. 가운데 플로리다주의 문장을 넣으면 바로 플로리다주의 기가 된다.

## 이전의 기

남북 전쟁 당시 앨라배마 주의 기 앞면 (1861년 ~ 1865년)
남북 전쟁 당시 앨라배마 주의 기 뒷면 (1861년 ~ 1865년)

## 같이 보기
- 저지섬의 기
- 성 파트리치오 십자
- 스페인 제국